# Larry Krystkowiak
Larry Brett Krystkowiak, né le 23 septembre 1964 à Missoula au Montana, est un ancien joueur américain de basket-ball ayant évolué au poste d'ailier fort.
Après avoir passé sa carrière universitaire aux Grizzlies du Montana, il a été sélectionné en 28e position par les Bulls de Chicago lors de la draft 1986 de la NBA.
Il occupe actuellement le poste d'entraineur des Utes de l'Utah.